# Hagymaburok
A hagymaburok vagy lápi hagymaburok (Liparis loeselii) a kosborfélék családjába tartozó, lápréteken élő, Magyarországon fokozottan védett növényfaj.

## Megjelenése
A hagymaburok 5–25 cm magas, lágyszárú, évelő növény. Virágzó hajtásain két (néha három), 2–11 cm hosszú és 0,7–2,5 cm széles, nagyjából átellenes állású, zsírfényű, élénkzöld színű, hosszúkás-elliptikus tőlevél található, míg a meddő hajtásoknak többnyire csak egy levele fejlődik. Elvirágzás után a levél sárgászöld színű. A szár kopasz, levéltelen, felső részén 3–5-szögletű.
Május-júniusban nyílik. A laza fürtvirágzatot 2–10 (18) sárgászöld vagy halványsárga virág alkotja. A külső lepellevelek (szirmok) hossza 4,5–6 mm, szélessége 1,4–2 mm szélesek, szélük visszahajló. A belső lepellevelek hosszúkás-szálasak, 0,5 mm szélesek. A mézajak (labellum) 4–6 mm-es, hosszúkás-tojásdad, ép szélű, görbült. A háromszögletű murvalevelek sokkal rövidebbek a magháznál, de ismert a f. lutosa változata, amelynek murvalevele jóval hosszabb a szokásosnál.
Termése 8–12 mm hosszú és 3–5 mm széles toktermés, amelyben átlagosan 11 800 mag fejlődik.

## Elterjedése
Eurázsia és Észak-Amerika északi részén honos. Magyarországon a ráckevei Duna-ágnál, a Velencei-tónál, Sopron mellett és a devecseri Széki-erdő egy lápján vannak állományai; a vajai víztározó melletti előfordulása bizonytalan, 1995 óta nem sikerült megtalálni. A budapesti Városligetből kipusztult.

## Életmódja
Üde lápréteken, forráslápokon, úszólápokon él. A semleges kémhatású talajt kedveli, élőhelyein azt pH 6,77-7,72 (átlagosan 7,17) közöttinek mérték. Fény- és vízigényes, nyílt, nedves tőzeges felszínre van szüksége. A szukcesszió, kórók, bokrok, fák terjedése kiszorítja élőhelyéről.
A csírázás után 1-5 évvel jelenik meg hajtása a felszínen és nagyjából ekkor virágoznak először. A virágzó tövek arányát a Velencei-tónál 18-28%-nek mérték. Egy-egy tő maximális élettartama 8 év körül van.      
A többi orchideához hasonlóan csírázásához és növekedéséhez gombákkal kell szimbiózisba lépnie, partnere többnyire a Tulanella calospora és rokonai.
Hajtásai április eleje és május eleje között jelennek meg. Május végén és június első felében virágzik. Virágai az esőcseppek segítségével porozzák be saját magukat (az esőtől elzárt növények nem hoznak magot) és 68-97%-ban megtermékenyülnek. Sarjképzéssel vegetatívan is szaporodhat.

## Természetvédelmi helyzete
Nagy területen elterjedt, de viszonylag ritka faj, amely érzékeny élőhelyének változásaira, azért a Természetvédelmi Világszövetség Vörös Listáján mérsékelten fenyegetett státusszal szerepel. Nyugat-és Közép-Európában, közte Magyarországon is az állandó vízellátottságú láprétek visszaszorulása, azok benádasodása miatt léte fenyegetett. A környező területek mezőgazdasági hasznosítása, a műtrágyázás, állattartás, fetelepítés is fokozza élőhelyeinek eutrofizációját. Magyarországon összesen 10 állományát írták le, ebből kettő kipusztult. Teljes hazai egyedszámát 2500-2800-ra becsülik, ebbők kb 1000 a Velencei-tónál él. Fokozottan védett, természetvédelmi értéke 250 000 Ft.  

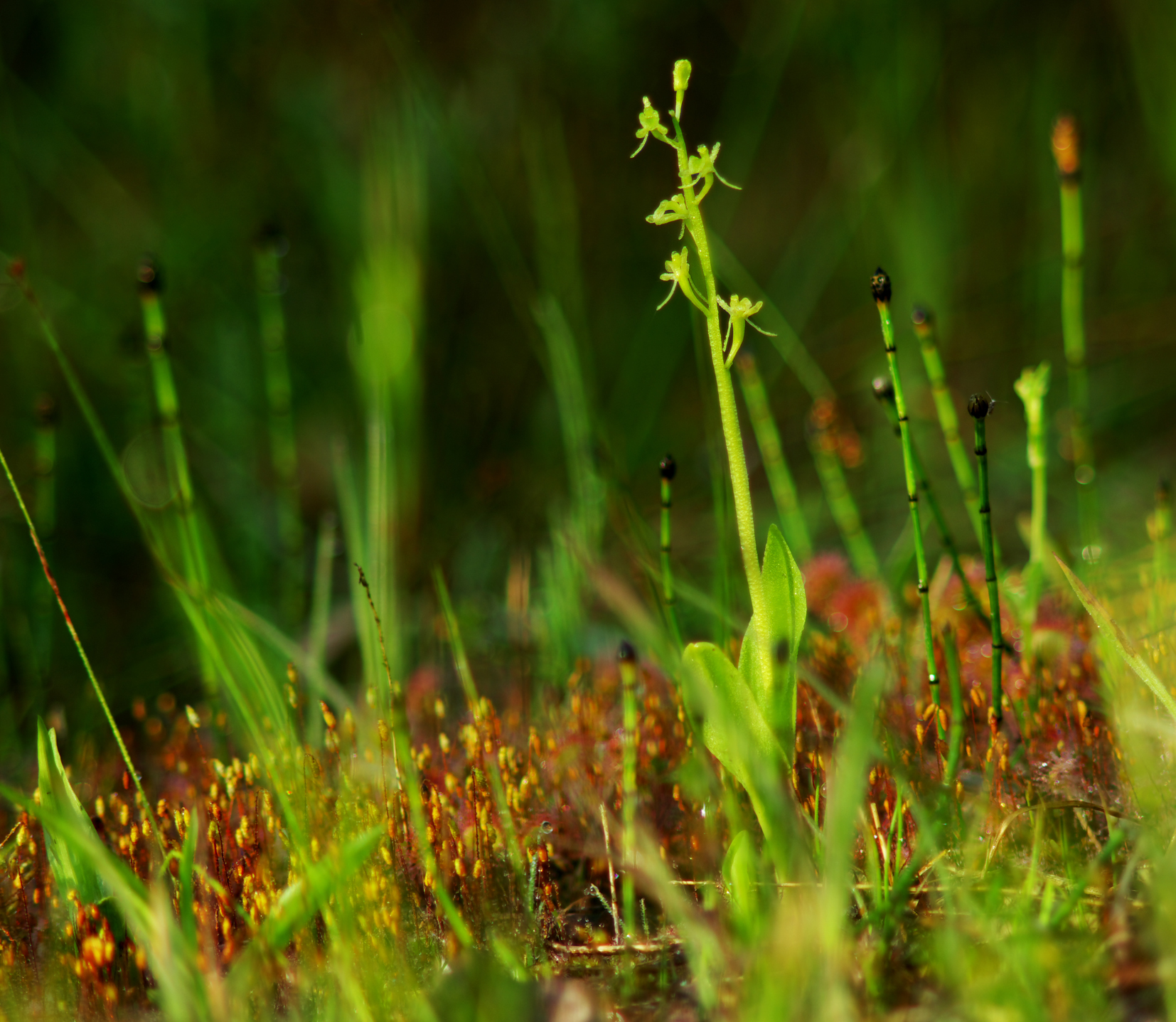
Habitusa
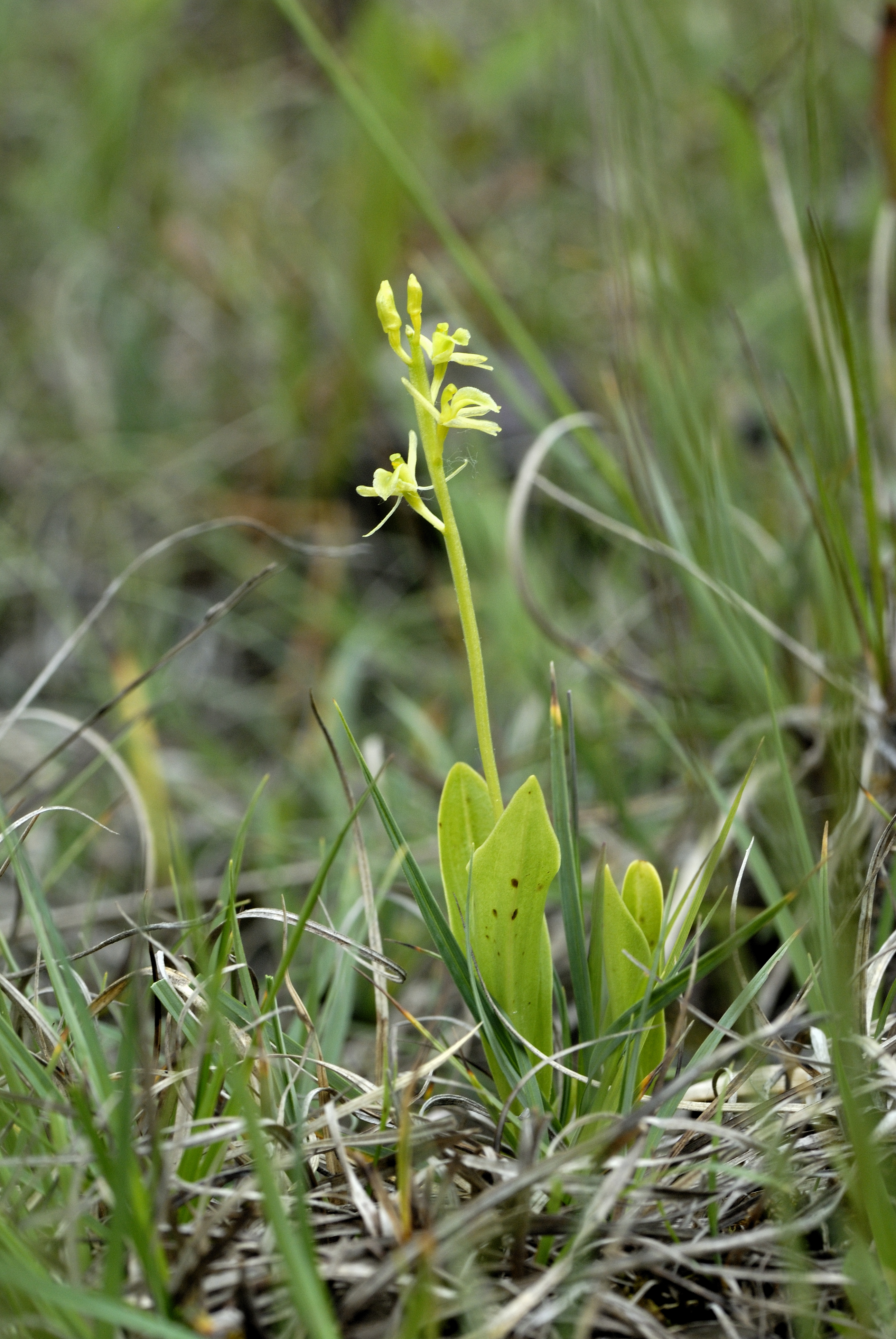
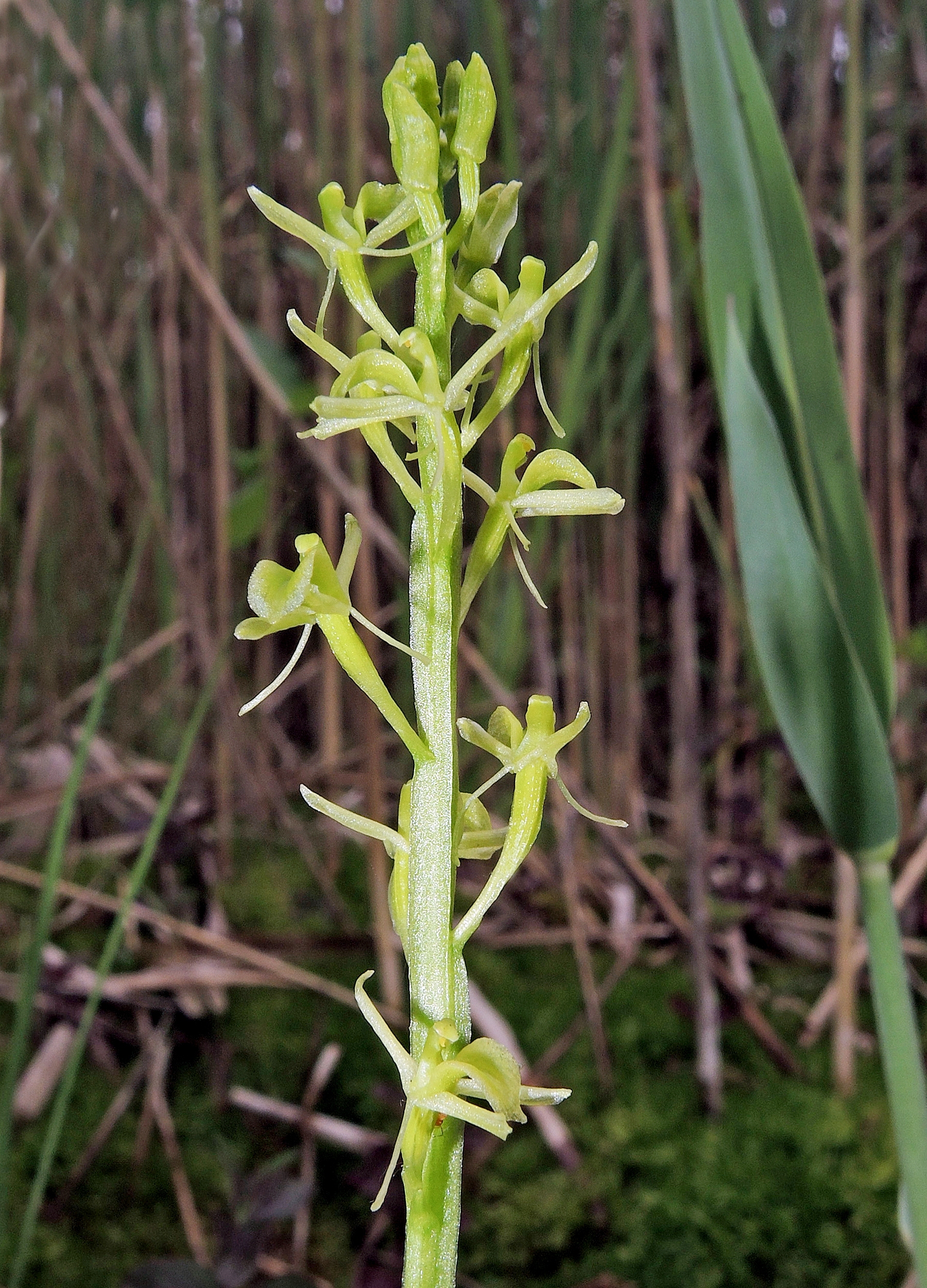
Virágzata
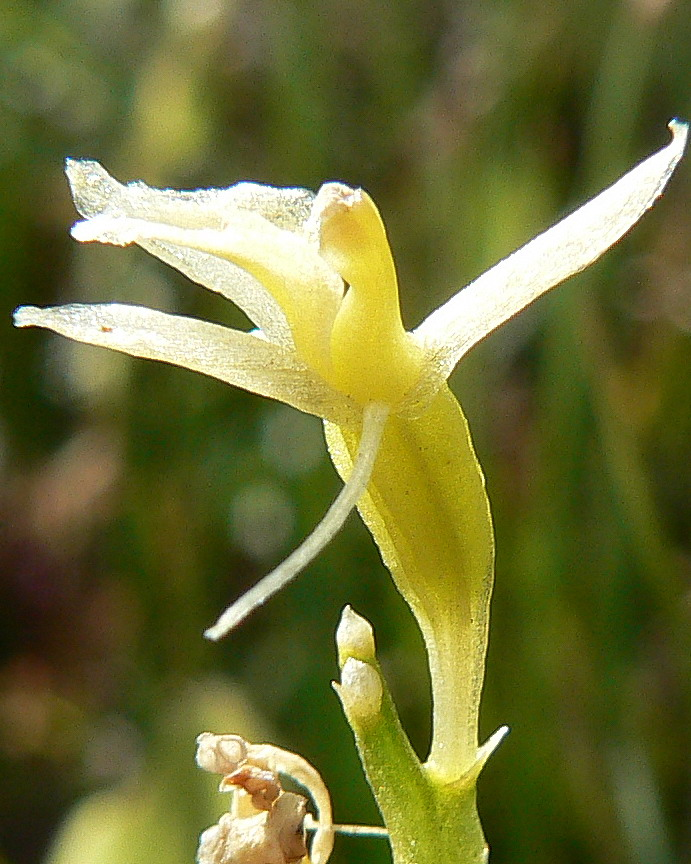
Virága
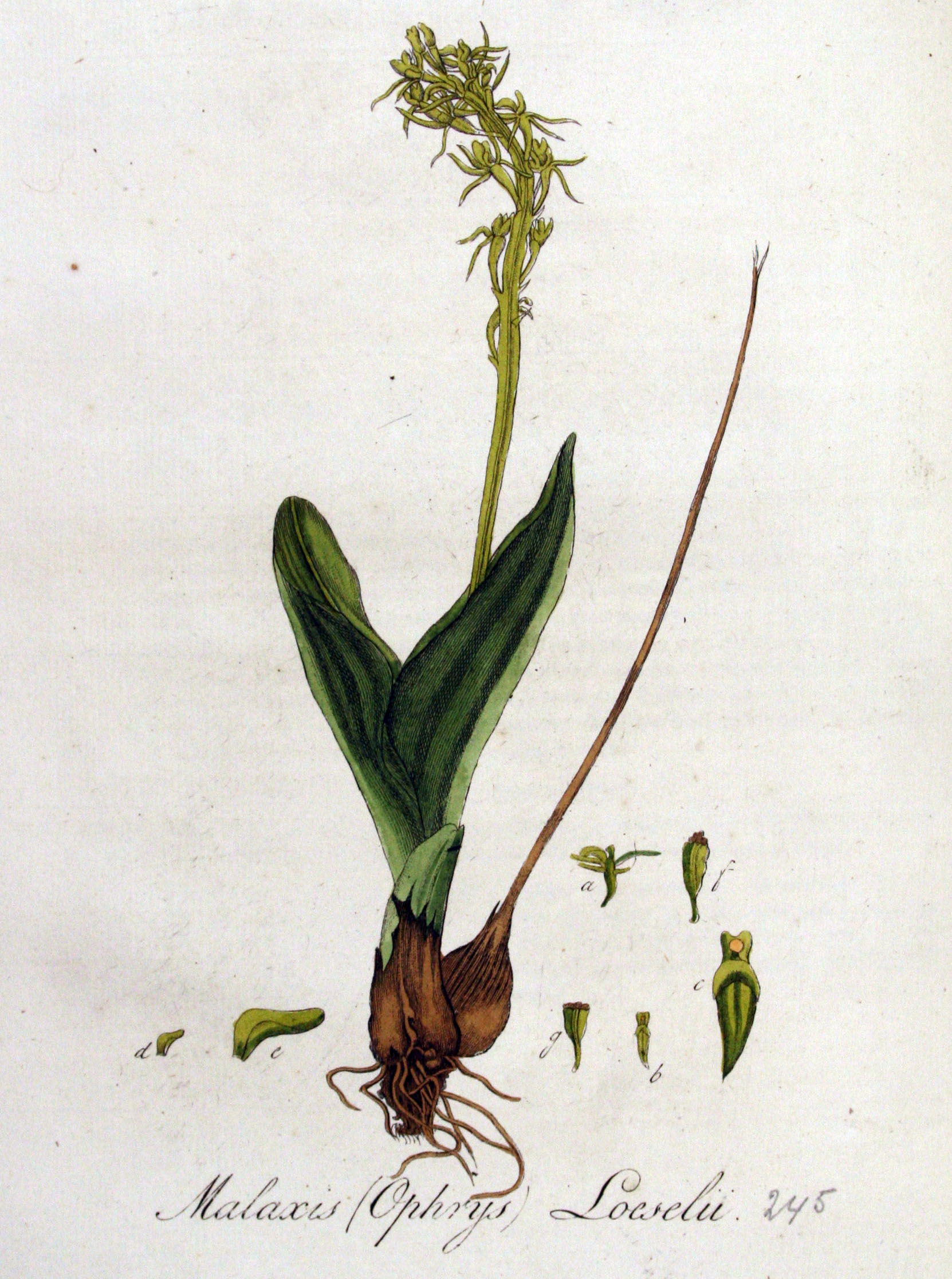
Ábrázolása egy holland botanikakönyvben (1822)